# Карел Вашатко
Карл Іва́нович Ваша́тко (Карел Вашатко, Кирило Вашатко, чеськ. Karel Vašátko; 13 липня 1872, Літогради, Австро-Угорщина — 10 січня 1919, Челябінськ) — підполковник Російської армії. У роки Першої світової війни нагороджений орденом Святого Георгія IV ступеня, Георгіївською зброєю, Георгіївським хрестом з лавровою гілкою, встановлений влітку 1917 року для офіцерів «за подвиги особистої хоробрості і доблесті», Георгіївськими хрестами I, II, III, IV ступенів і Георгіївською медаллю II, III, IV ступенів.

## Біографія

### Життя в Австро-Угорщині
Народився в селянській родині, закінчив школу в Сольницях і гімназію в Ріхнове над Кнежною (з відзнакою).
З 1 жовтня 1902 року — вільнонайманий 18-го піхотного полку в Оломоуці. З 30 березня 1903 року — єфрейтор. 1 жовтня 1903 року звільнений з Австро-Угорської армії.
Восени 1903 року вступив на юридичне відділення Карлового університету в Празі. Через два семестри перейшов на філософський факультет. В 1907 році закінчив університет. Роботу за фахом знайти не зміг.

### Життя в Російській імперії
Навесні 1912 року приїхав в Російську імперію і став управляючим маєтку свого дядька на Волині.

#### Перша світова війна
Як підданий Австро-Угорщини, був заарештований, але незабаром звільнений, як і всі чехи, що мали підданство воюючих з Росією держав.
З 3 вересня 1914 року — доброволець в Чеській дружині. Пройшов курс навчання, і 11 жовтня 1914 року склав присягу на Софійській площі в Києві. Через хворобу був залишений в 5-й запасній роті підпоручика Якушева. 14 листопада 1914 року направлений на фронт, в 1-шу півроту 2-ї роти під командуванням підпоручика Клецанди і прапорщика Ранюка.
19 листопада біля Заклічіна на переправах через річку Дунаєць вперше взяв участь в бою.
На початку 1916 року, після того, як Чеська дружина була перетворена в 1-й Чесько-Словацький стрілецький полк, був спрямований на офіцерські курси. У квітні 1916 року склав офіцерські іспити. У травні 1916 року направлений до складу формованого 2-го Чесько-Словацького полку.
З 21 червня 1916 проведений в прапорщики і прийняв командування над чехословаками, що містилися в Дарницькому таборі для військовополонених в Києві.
19 грудня 1916 прийняв православ'я, отримавши при хрещенні ім'я Кирило.
Знову опинившись на фронті, провів серію вдалих розвідок в смузі 53-ї та 102-ї піхотних дивізій на річці Стохід.
Після Лютневої революції солдатський комітет 2-ї роти 28 травня 1917 року передав йому командування ротою.
У літньому наступі 1917 року, коли частини Чехословацької стрілецької дивізії були стягнуті до Тернополя, був важко поранений в бою — шрапнель знесла частину черепа.
14 липня 1917 був евакуйований до Києва, де проходив лікування.
14 жовтня 1917 отримав звання поручик.
12 квітня 1918 переведений з 1-го полку в штаб корпусу. 2 липня 1918 отримав звання капітана. Його рота отримала почесне найменування «Вашаткова рота». 22 серпня 1918 отримав звання підполковник.
6 січня 1919 був прооперований в Челябінській лікарні. 10 січня 1919 помер на 37-му році життя.
12 січня 1919 року похований на кладовищі в Челябінську.
28 серпня 1935 року останки були привезені в Прагу. 30 серпня 1935 труну з останками було виставлено в пантеоні Національного музею. 1 жовтня 1935 перепохований на меморіалі Визволення.

## Нагороди
- Орден Святого Георгія IV ступеня (25 вересня 1917 року), наказом по 11-й армії.
- Георгіївський хрест з лавровою гілкою (27 жовтня 1917 року), на підставі рішення полковий Георгіївської думи.
- Орден Святого Станіслава III ступеня з мечами і бантом (20 липня 1917 року) — за хоробрість у битві біля Зборова.
- Георгіївська зброя (1917 рік)
- Георгіївський хрест 1 ступеня (1916 рік) — натомість дубльованого нагородження 4 ступенем.
- Георгіївський хрест 2 ступеня (1915 рік) — за виняткову особисту хоробрість і сміливість під час важких оборонних боїв 3-ї армії у червні-липні 1915 року.
- Георгіївський хрест 3 ступеня (7 вересня 1915 року) — за участь же в організації переходу 28-го полку.
- Георгіївський хрест 4 ступеня:
  - 2 лютого 1915 року — за геройство під час розвідок на Дунайці, коли під час розвідки, будучи оточені ворогом, пробилися в багнети і приєдналися до свого підрозділу.
  - 22 липня 1915 року — за хоробрість і героїзм у боях з австрійцями в період з 13 січня по 14 квітня 1915.
  - Січня 1916 вночі з 2 на 3 січня 1916 року в розвідці між селами Ставці і Хромяковою виявив ворожий патруль, обійшовши який, напав в окопі і полонив двох солдатів з повним озброєнням і гранатами.
- Георгіївська медаль 2 ступеня (1916 рік) — натомість дубльованого нагородження Георгіївським хрестом 4 ступеня.
- Георгіївська медаль 3 ступеня (1915 рік) — під час розвідки на ділянці 3-го батальйону сімдесят третього піхотного полку Кримського вночі з 26 на 27-е вересня 1915 полонив ворожий патруль.
- Георгіївська медаль 4 ступеня (1915 рік) — за відчайдушний напад на ворога під час розвідки з 12 на 13 липня 1915 року біля села Майда-Іловецкій, де разом з трьома розвідниками захопив у полон 32 солдатів з 3-го піхотного полку.
- Військовий хрест з пальмовою гілкою (1918 рік, Франція)
- Орден Сокола I ступеня з мечами (посмертно, 1921, Чехословаччина).